# Beyeria Conservation Park
Beyeria Conservation Park är en park i Australien. Den ligger i delstaten South Australia, omkring 130 kilometer sydväst om delstatshuvudstaden Adelaide. Beyeria Conservation Park ligger 52 meter över havet. Den ligger på ön Kangaroo Island.
Trakten runt Beyeria Conservation Park är nära nog obefolkad, med mindre än två invånare per kvadratkilometer.. Närmaste större samhälle är Kingscote, omkring 15 kilometer norr om Beyeria Conservation Park. 
Trakten runt Beyeria Conservation Park består till största delen av jordbruksmark. Genomsnittlig årsnederbörd är 753 millimeter. Den regnigaste månaden är juni, med i genomsnitt 143 mm nederbörd, och den torraste är januari, med 21 mm nederbörd.